# Sebaea marlothii
Sebaea marlothii är en gentianaväxtart som beskrevs av Ernest Friedrich Gilg. Sebaea marlothii ingår i släktet Sebaea och familjen gentianaväxter. Inga underarter finns listade i Catalogue of Life.